# 秘仏

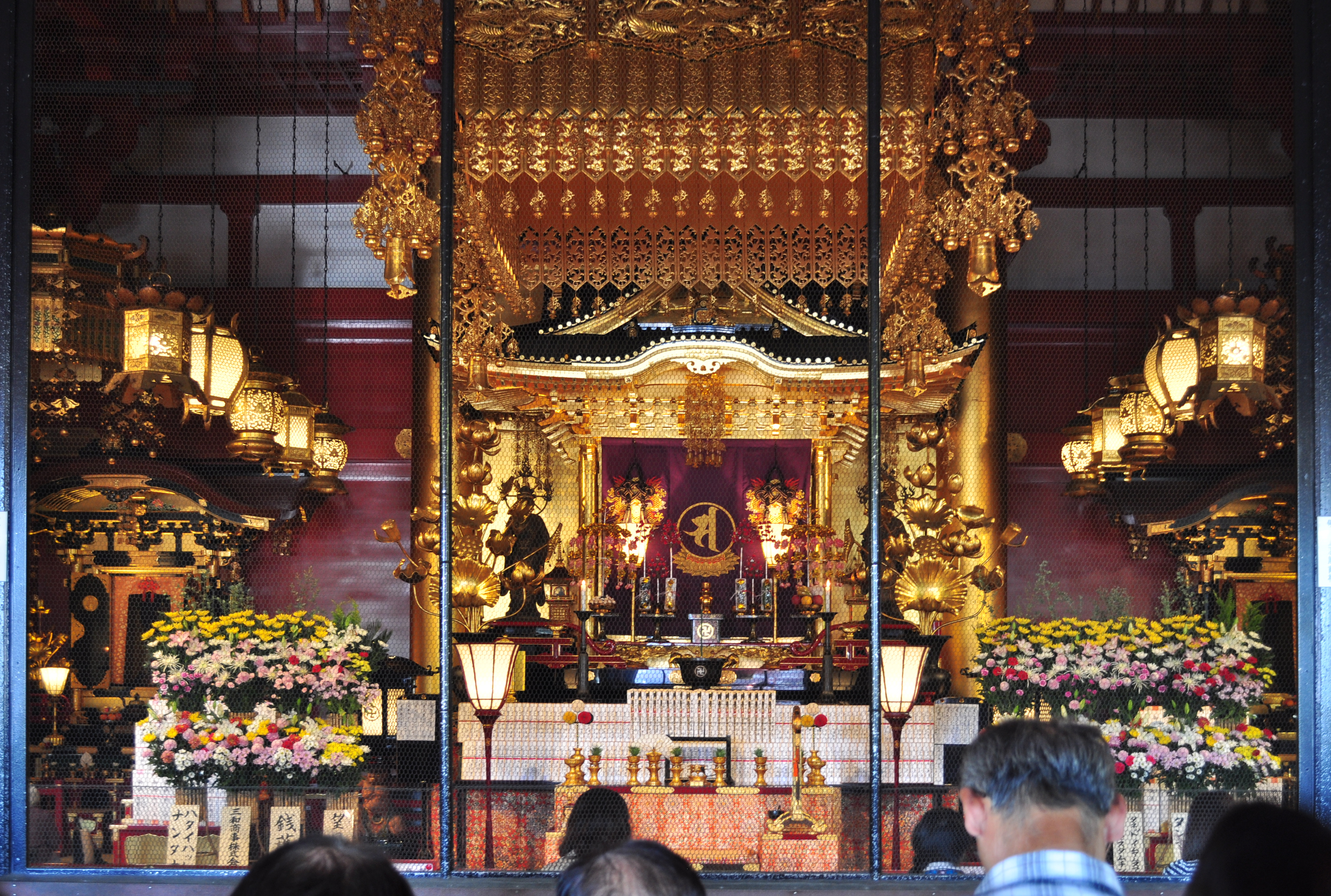
東京・浅草寺本堂（観音堂）の内陣。中央の宮殿（くうでん）内部に本尊の秘仏・聖観音（しょうかんのん）像を安置する。

秘仏（ひぶつ）とは、信仰上の理由により非公開とされ、厨子などの扉が閉じられたまま祀られる仏像を指す。

## 概要
仏教寺院では、仏堂の扉を開いた際に仏像が見えるように祀るのが本来であるが、「秘仏」は開帳以外の時は厨子の扉を閉じたまま祀られている。元来、礼拝のための偶像である仏像を扉を閉じた厨子等に納め「秘仏」とすることは、東アジアの仏教圏の中でも特に日本に顕著な現象である。日本では著名な寺院の本尊で秘仏とされているものが多く、西国三十三所の札所寺院をはじめ、札所、霊場などの庶民信仰に支えられた寺院の本尊にも秘仏が多い。以下では日本における秘仏について記述する。
秘仏には、全く公開されない「絶対の秘仏」も一部にあるが、特定の日に限って公開（「御開帳」「開扉」などと称する）を行うことが多い。長野・善光寺の阿弥陀三尊像のように、本尊像は絶対の秘仏で、「御開帳」の際に姿を見せるのが「お前立ち」と称する代わりの像になっている場合があり、さらに極端な例としては粉河寺のように前立本尊すら秘仏となっている場合もある。
秘仏の発生時期や要因については本格的な研究が進んでおらず、確かなことは分かっていない。少なくとも奈良時代以前には特定の仏像が秘仏であるとする記録は知られていない。京都・広隆寺の資財についての記録である「広隆寺資財交替実録帳」（寛平2年・890年頃成立）には、同寺金堂本尊の「霊験薬師仏」が鍵の掛かる「内殿」に安置されていたことが明記され、この薬師像が遅くとも9世紀末には秘仏扱いされていたことをうかがわせる。
秘仏の発生には神道の神社からの影響があるものとする説もある。神社の本殿の扉もまた、普段は閉じられており、特定の祭祀の時にのみ扉が開かれる場合があるからである（他に神棚や祖霊舎もまた、普段は扉が閉じられており、特定の祭祀の時にのみ扉が開かれる場合がある）。神道の神は元来、姿の見えない神である。仏像彫刻の影響を受けて、平安時代初期頃から神像、つまり神道の神の彫像も作られるようになるが、これらは「御神体」として社殿の奥深くに秘められ、一般の人の目に触れることはなかった。
秘仏を有する寺院は真言宗系、天台宗系に比較的多く、浄土教系、禅宗には比較的少ないことが指摘されている。尊像別では、密教寺院の本尊とされることが多い薬師如来や、観音菩薩（十一面観音、千手観音、如意輪観音などを含む）、不動明王などが秘仏とされることが多いことから、密教との関連も指摘されている。
歓喜天（聖天、象頭人身の男女が抱擁している姿に表される）のようにエロティックな像容に表され、「教義に対する誤解を招く恐れがある」と見なされる場合も秘仏となる場合がある。この他火災により焼損してしまい秘仏化したケース、盗難に遭った事実を隠すために秘仏化されたケースもあると推定される。

## 秘仏の分類

### 宗派別
宗派別では、真言宗及び天台宗の寺院に本尊を秘仏とするところが比較的多い。天台系の主要寺院では、延暦寺根本中堂本尊の薬師如来像、同寺西塔釈迦堂本尊の釈迦如来像、園城寺（三井寺）金堂本尊の弥勒菩薩像、同寺観音堂本尊の如意輪観音像などはいずれも秘仏である。真言宗では、高野山金剛峯寺金堂の本尊であった阿閦（あしゅく）如来像（薬師如来と同体ともいう）は1926年に堂とともに焼失してしまったが、厳重な秘仏で、写真撮影もされていなかったため、その像容は永遠に謎となってしまった。
浄土教系、禅宗系の寺院には秘仏は比較的少ない。ただし、これらの宗派に秘仏が皆無という訳ではなく、例えば浄土宗大本山の増上寺（東京都港区）安国殿本尊の阿弥陀如来像（通称黒本尊）は秘仏である。

### 像種別
如来像、菩薩像、明王像、天部像のいずれにも秘仏となっているものがあり、厳密には「仏像」の範疇に入らないが、蔵王権現のような垂迹像、鑑真像、聖徳太子像のような祖師像にも秘仏となっているものがある。像種別には薬師如来、観音菩薩、不動明王に秘仏となっているものが比較的多く、秘仏は総じて密教系の仏に多い（薬師如来は顕教系の仏だが密教寺院で本尊とされることが多い）。西国三十三所の札所寺院はすべて観音像を祀っているが、その大部分が秘仏であり、札所本尊が秘仏でないのは33か寺中、6番南法華寺（壺阪寺）、7番岡寺（龍蓋寺）、8番長谷寺、25番播州清水寺、32番観音正寺の観音像のみとなっている。

### 公開時期
秘仏の公開時期には様々なパターンがある。
- 毎年春・秋などの一定の時期に比較的長く開扉されるもの（例：法隆寺の救世観音像、浄瑠璃寺の吉祥天像など）
- 毎月1回決まった日に開扉されるもの（例：観音の縁日である毎月18日に開扉される、大阪・葛井寺の千手観音像など）
- 1年のうち、1日ないし数日しか開扉されないもの（例：毎年12月16日のみ開扉される、東大寺法華堂の執金剛神像など）
- 数年ないし数十年に一度しか開扉されないもの（例：33年に一度の開扉とされている京都・清水寺本尊千手観音像など）観音像に「33年に一度」の開扉とされるものが多いのは、観音は33の姿に変身して衆生を救うと経典に説かれていることによる。
- 原則非公開で、開扉時期を特に定めていないもの（例：東寺御影堂の不動明王像など）
- 絶対の秘仏で、写真も公開されていないもの（例：東大寺二月堂本尊十一面観音像など）

## 著名な秘仏
日本文化史上重要と思われるいくつかの事例について略説する。

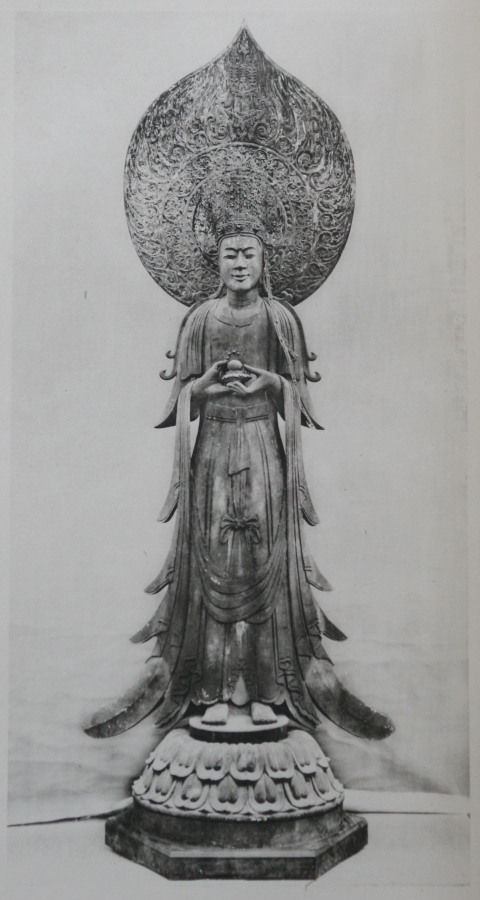
法隆寺夢殿 救世観音像

法隆寺夢殿本尊　観音菩薩立像（救世観音）－夢殿は、聖徳太子が営んだ斑鳩宮の跡に建てられた法隆寺東院の中心堂宇である。堂内中央の厨子に安置される救世観音像は聖徳太子等身の像と伝える飛鳥時代の木彫像であるが、各種史料によれば平安時代後期の12世紀には既に秘仏とされていた。通説では1884年（1886年とも）、法隆寺を訪れた岡倉覚三（天心、日本の美術教育、美術史研究の先駆者）とアーネスト・フェノロサ（アメリカ人の哲学者、美術史家）が寺僧の反対を押し切って厨子の扉を開け、観音像は数百年ぶりに姿を現わしたとされる。この時、観音像は長い白布で覆われていたという。岡倉とフェノロサによる秘仏開扉のエピソードは半ば伝説化しており、それ以前の数百年間、誰もこの観音像を見た者がいなかったのかどうかについては疑問視する向きもある。
信州善光寺本尊　阿弥陀三尊像－寺伝によれば、6世紀に百済の聖王（聖明王）から当時の日本へ献上された日本仏法最初の仏像が、様々な経緯で長野に運ばれたものが善光寺の本尊であるという。善光寺の本尊は鎌倉時代には既に秘仏であったことが知られ、現代に至るまで「絶対の秘仏」とされている。ただし、善光寺には秘仏本尊を模して作られたとされる「前立本尊」（金銅阿弥陀如来及両脇侍立像、鎌倉時代作、重要文化財）があり、この像を通じて、秘仏本尊の像容を推測することができる。前立本尊は中尊・両脇侍ともに立像で、三尊が1枚の大きな光背を背負っており（一光三尊形式という）、三尊の印相（両手の指で示す形）、服制、両脇侍の宝冠などにも特色がある。これらの特色は朝鮮半島の三国時代の金銅仏にもみられるものであり、善光寺の秘仏本尊がかなり古い時代に朝鮮半島から渡来した像である可能性は高い。日本各地の寺院にある「善光寺式阿弥陀三尊像」と呼ばれる三尊像も同様の形式のものである。善光寺では7年目ごとに「御開帳」を行っているが（開帳の年を1年目と数えるため、実際は6年に一度）、この際も公開されるのは前立本尊である。なお元禄5年（1692年）に無仏、偽仏などの風聞が広まったため、上野寛永寺の法親王の命で現龍院敬諶という僧を善光寺に派遣して秘仏を検分させた。この際の記録では本尊の法量一尺五寸（約45センチ）、両脇侍は一尺（約30センチ）であったという。
東大寺二月堂本尊　十一面観音立像－東大寺二月堂は、大仏殿東方の山麓に位置し、「お水取り」の行事で知られる。「お水取り」は正式には修二会（しゅにえ）と言い、二月堂本尊の十一面観音に対してもろもろの罪や過ちを懺悔し、国家の安泰と人々の幸福を祈る行事である。二月堂内陣には大観音（おおがんのん）、小観音（こがんのん）と称する2体の十一面観音像が安置されるが、いつの時代からか両方の像とも厳重な秘仏とされ、「お水取り」の行事を執り行う寺僧もこれらの像を目にすることはない。寛文7年（1667年）の二月堂火災の際に損傷した大観音の光背のみは別途保管され、公開されている。この光背は銅造で高さ226cmあり、破損が激しいが、全面に線刻で多くの仏菩薩の像が表されており、奈良時代の制作と考えられている。

## 日本における著名な秘仏の一覧
秘仏とされる仏像は日本各地に多く、本項でその全てを網羅することは不可能であるので、国宝指定物件を初め、著名なものに限った。
毎年、春・秋などの一定期間に開扉されるもの
- 浄瑠璃寺（京都）吉祥天立像（重文）1月1日 - 15日、3月21日 - 5月20日、10月1日 - 11月30日開扉
- 法隆寺（奈良）夢殿本尊　観音菩薩立像（救世観音）（国宝）4月11日 - 5月18日、10月22日 - 11月22日開扉
- 西大寺（奈良）愛染明王坐像（重文）1月中旬〜、2月初旬、10月下旬 - 11月上旬開扉
- 法華寺（奈良）十一面観音立像（国宝）3月下旬 - 4月上旬、6月上旬、10月下旬 - 11月上旬開扉

毎月1回、特定の日に開扉されるもの
- 葛井寺（大阪）本尊　千手観音立像（国宝）毎月18日開扉
- 道明寺（大阪）本尊　十一面観音立像（国宝）毎月18日、25日、1月1日 - 3日開扉
- 大黒堂（高野山奥の院）　毎月21日に開扉

1年のうち1日ないし数日のみ開扉されるもの
- 観心寺（大阪）本尊　如意輪観音坐像（国宝）4月17・18日開扉
- 東大寺（奈良）法華堂（三月堂）執金剛神立像（国宝）12月16日開扉
- 東大寺　俊乗上人坐像（国宝）7月5日、12月16日開扉
- 東大寺　良弁僧正坐像（国宝）12月16日開扉
- 東大寺　僧形八幡神坐像（国宝）10月5日開扉
- 興福寺（奈良）南円堂本尊　不空羂索観音坐像（国宝）10月17日開扉
- 唐招提寺（奈良）鑑真和上坐像（国宝）6月5日 - 7日開扉
- 秋篠寺（奈良）大元帥明王立像（重文）6月6日開扉
- 法隆寺（奈良）聖霊院本尊　聖徳太子坐像・山背王（やましろおう）・殖栗王（えぐりおう）・卒末呂王（そまろおう）・恵慈法師坐像（国宝）3月22日〜24日開扉（ただし間近での拝観はできない）
- 法隆寺　上御堂本尊　釈迦三尊坐像（国宝）11月1日 - 3日開扉
- 広隆寺（京都）上宮王院本尊　聖徳太子立像 11月22日開扉
- 広隆寺（京都）薬師如来立像（重文）11月22日開扉
- 宝寿院（奈良県川上村）船不動明王（正月3が日のみ公開）
- 高野山南院（和歌山県高野町）浪切不動明王（6月28日開扉）
- 粉河寺（和歌山県紀の川市）薬師如来像（1月8日初薬師の日に開扉）

数年 - 数十年ごとに開扉されるもの
- 元善光寺（長野）本尊　阿弥陀三尊立像　7年目ごとに開扉
- 園城寺（滋賀）観音堂本尊　如意輪観音坐像（重文）33年に1度開扉
- 石山寺（滋賀）本尊　如意輪観音坐像（重文）33年に一度と天皇即位の年に開扉のほか、特別な行事の際などに開扉。近年では2002年、2009年に開扉された。
- 清水寺（京都）本尊　千手観音立像　33年に一度開扉
- 中山寺 (福井県) 本尊　馬頭観音坐像　33年に一度開帳
- 六波羅蜜寺（京都）本尊　十一面観音立像（国宝）辰年に開扉
- 紀三井寺（和歌山）本尊　十一面観音立像 （国指定重要文化財）50年に一度開扉
- 紀三井寺（和歌山）秘龕仏　千手観音立像（国指定重要文化財）本尊とともに50年に一度開扉
- 慈尊院（和歌山）本尊　弥勒仏坐像（国宝）21年に一度開扉

絶対秘仏、または開扉時期を定めていないもの
- 中尊寺（岩手）一字金輪坐像（重文）特別の行事の際などに不定期に公開される。近年では2000年、2012年に公開された。
- 成田山新勝寺（千葉）本尊不動明王及び二童子像（重文）。江戸時代には、江戸など他の場所に出張して開帳していた（いわゆる「出開帳」）。
- 浅草寺（東京）本尊　聖観音像　絶対の秘仏。写真なし。
- 寛永寺（東京）本尊　薬師三尊立像（重文）2006年、東京国立博物館における「最澄と天台の国宝」展に出陳された。
- 善光寺（長野）本尊　阿弥陀三尊立像　本尊は絶対の秘仏。写真なし。前立ち像は7年目ごと（開帳の年を1年目とするので実際は6年に1回）開扉
- 甲斐善光寺（山梨）本尊　阿弥陀三尊像（重文）
- 延暦寺（滋賀）根本中堂本尊　薬師如来立像　1988年、2000年、2006年に開扉されたことがある。
- 園城寺（滋賀）本尊　弥勒菩薩像　絶対の秘仏。写真なし。
- 園城寺　智証大師（円珍）坐像（国宝）「中尊大師」、「御骨大師」の2体あり。前者は10月29日の祥忌法要で開扉されるが、後者は開扉なし。特別展などで数回公開されたことがある。
- 園城寺　新羅明神坐像（国宝）特別展などで数回公開されたことがある。
- 園城寺　不動明王像（黄不動、絵画、国宝）厳重な秘仏として知られ、寺では書籍等への写真掲載を厳しく制限している。特別展などで数回公開されたことがある。
- 善水寺（滋賀）本尊　薬師如来坐像（重文）1949年、2001年に開扉された他、2005年には京都国立博物館における「最澄と天台の国宝」展に出陳された。
- 東寺（京都）御影堂　不動明王坐像（国宝）学術調査以外に公開された記録なし。
- 仁和寺（京都）霊明殿本尊　薬師如来坐像（国宝）1986年の学術調査で初めて開扉された。
- 法輪寺（京都）本尊　虚空蔵菩薩像　十三参りの本尊として信仰を集める。大正天皇が拝観して以来一般公開記録なし。
- 大龍寺（京都）別尊　烏枢沙摩明王像　住職一代に一度限りとされている。前回は昭和52（1977）年12月であった。
- 東大寺（奈良）二月堂本尊　十一面観音立像　大観音、小観音の2体があるが、いずれも絶対の秘仏。写真なし。
- 金峯山寺（奈良）本尊　蔵王権現立像3体（重文）大きな行事の時などに開扉されることがある。[7]
- 金剛峯寺（和歌山）金堂本尊　薬師如来像　絶対の秘仏。旧本尊は1926年に焼失した。像名は阿閦如来とする説もある。現本尊は高村光雲作。2015年の開創1200年記念大法会の際、初めて開帳された。[8]
- 粉河寺(和歌山)　本堂　千手観音像　絶対の秘仏。写真なし。2008年10月1日から10月31日にかけて、花山法皇一千年忌を記念して、本堂隣の千手堂の千手観音像が公開。これは217年ぶりの開帳。西国三十三所草創１３００年を記念して、平成29年3月25日 - 5月7日まで開帳。

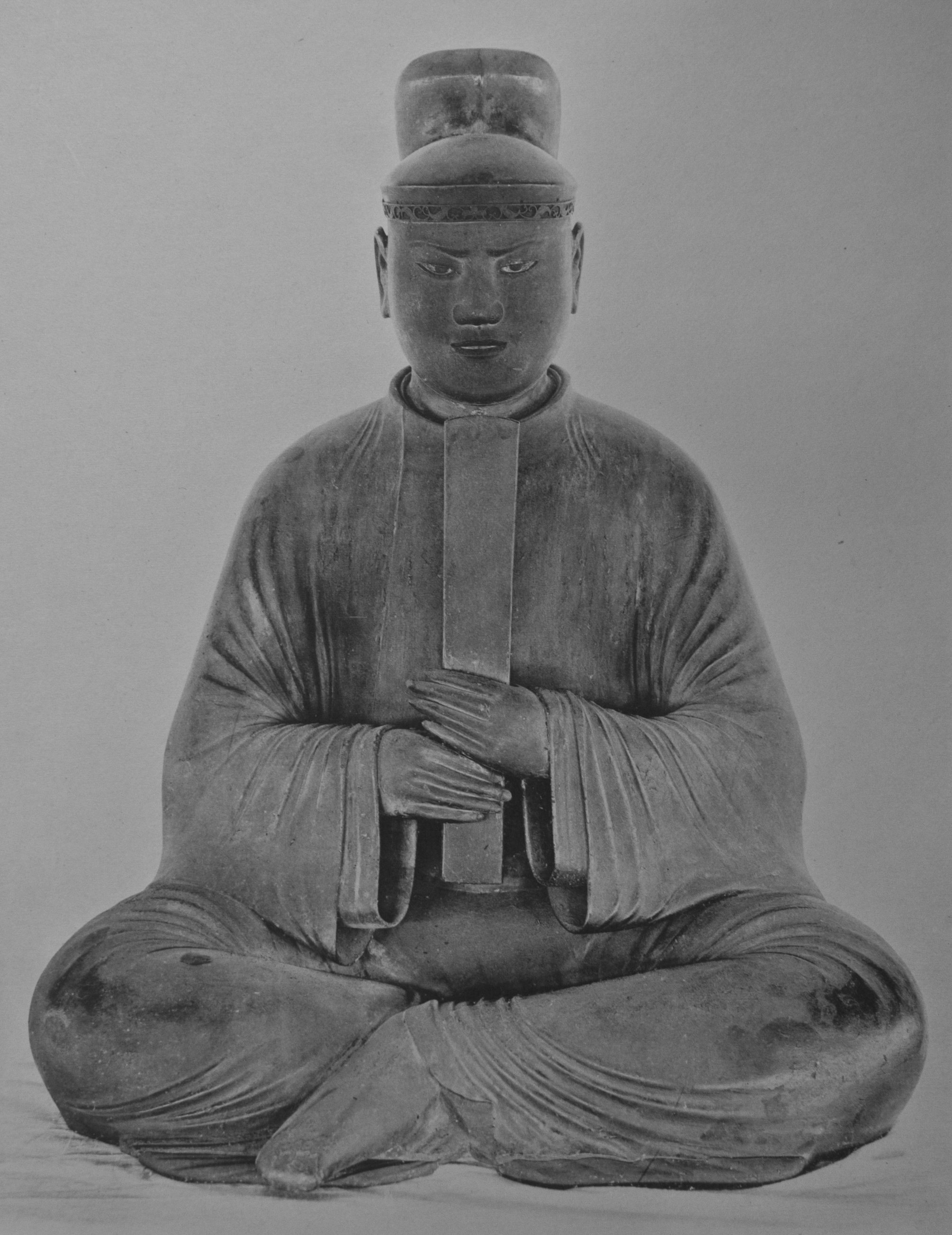
法隆寺聖霊院 聖徳太子像
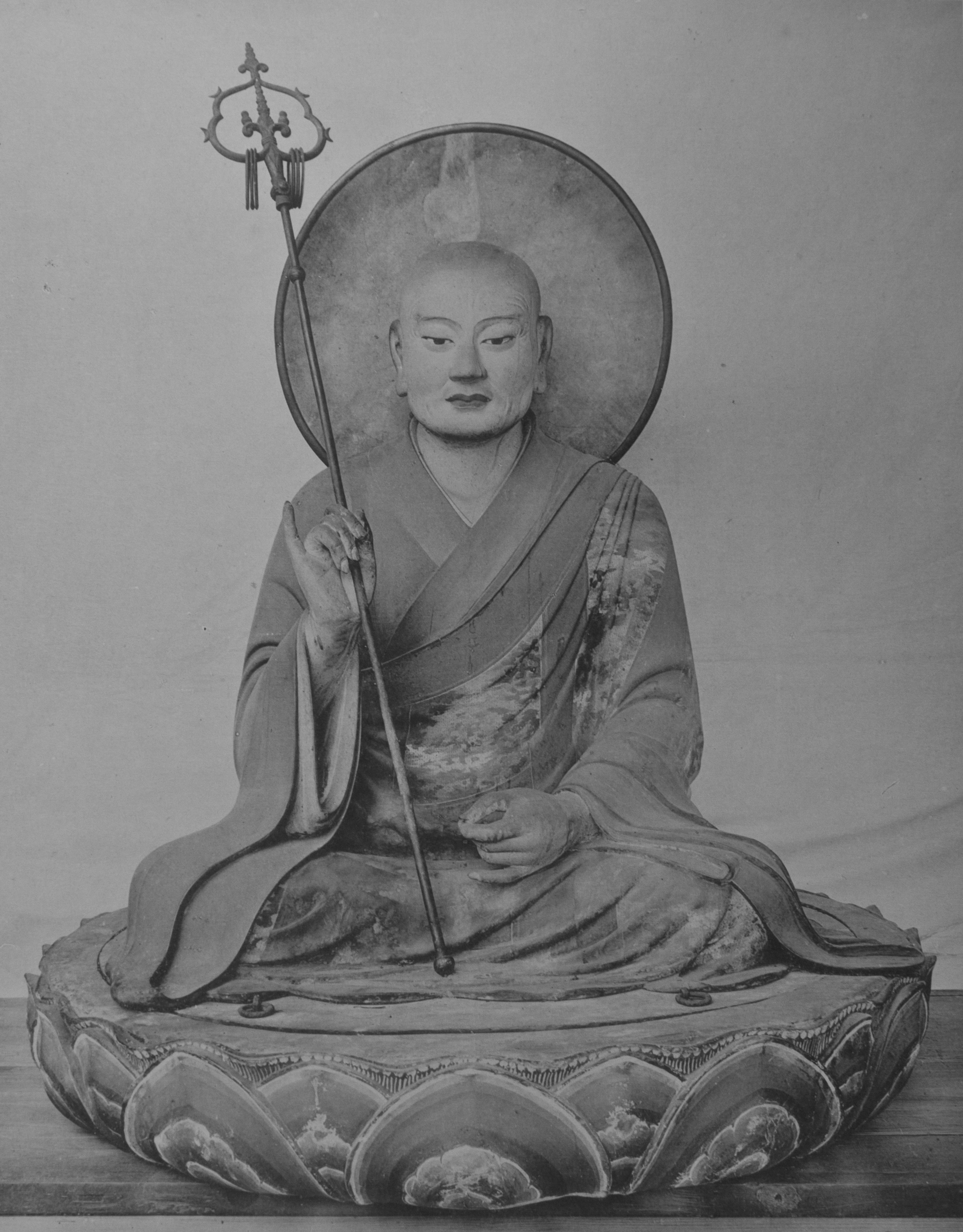
東大寺勧進所八幡殿 僧形八幡神像
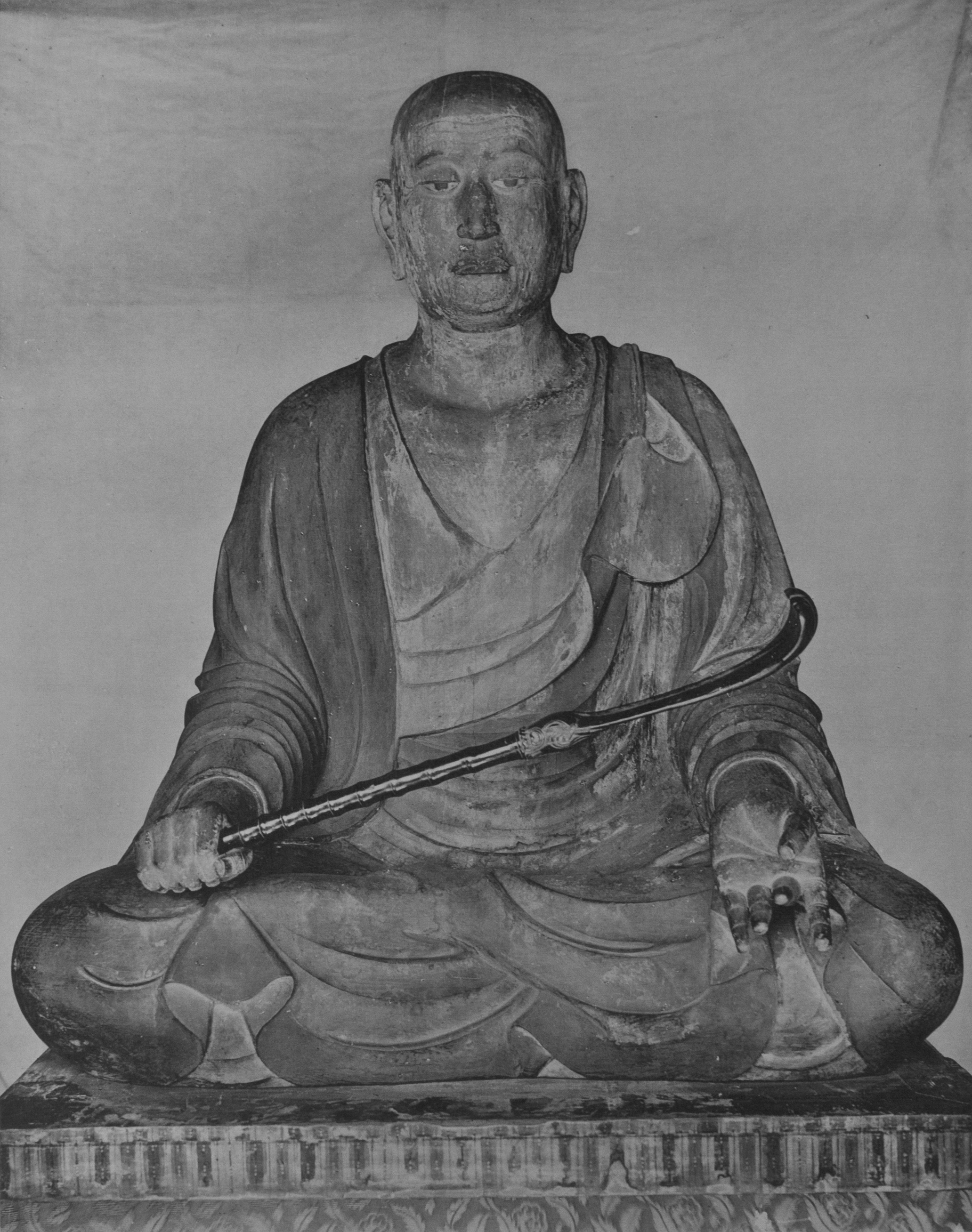
東大寺開山堂 良弁僧正像
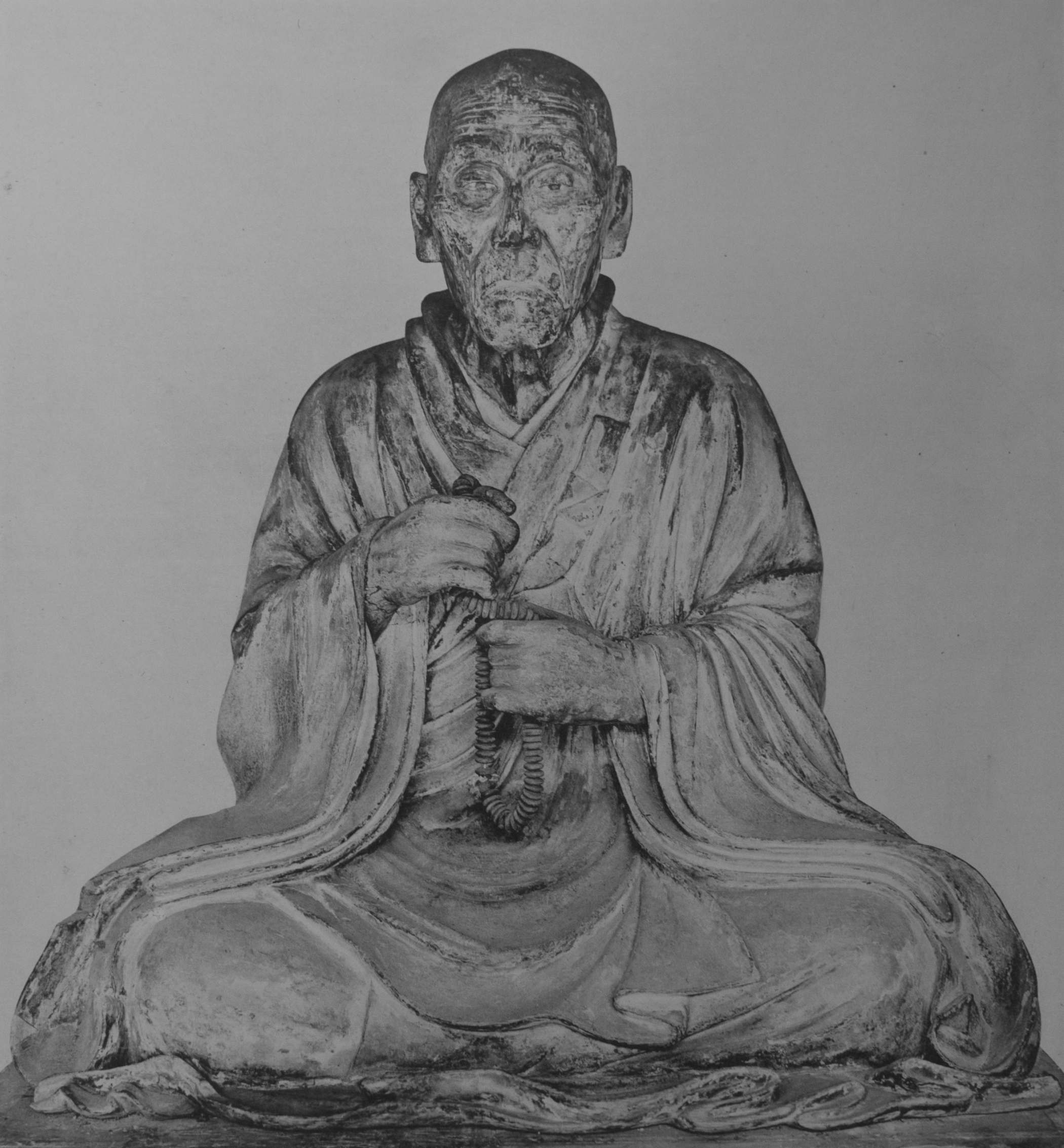
東大寺俊乗堂 俊乗上人（重源）像
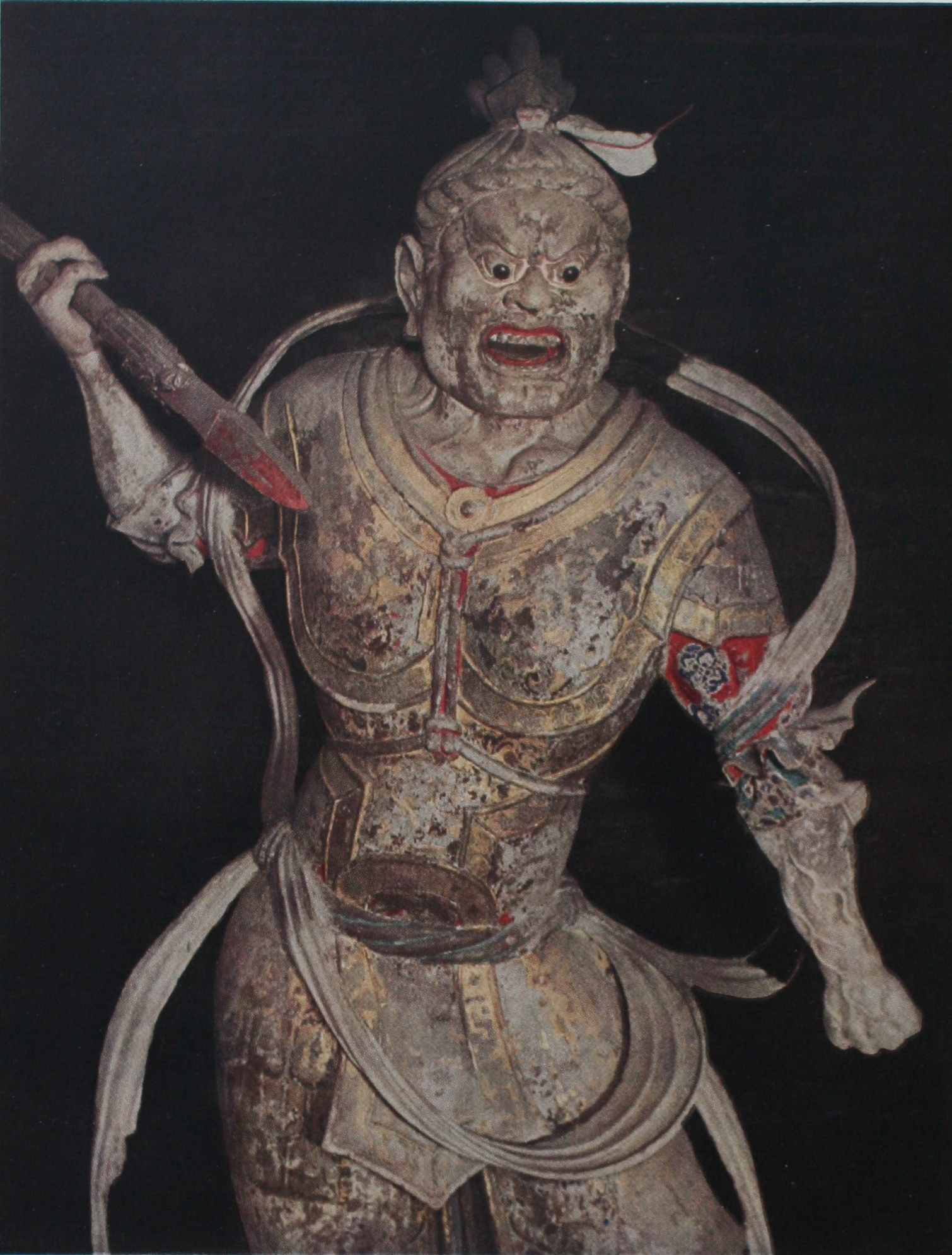
東大寺法華堂 執金剛神像
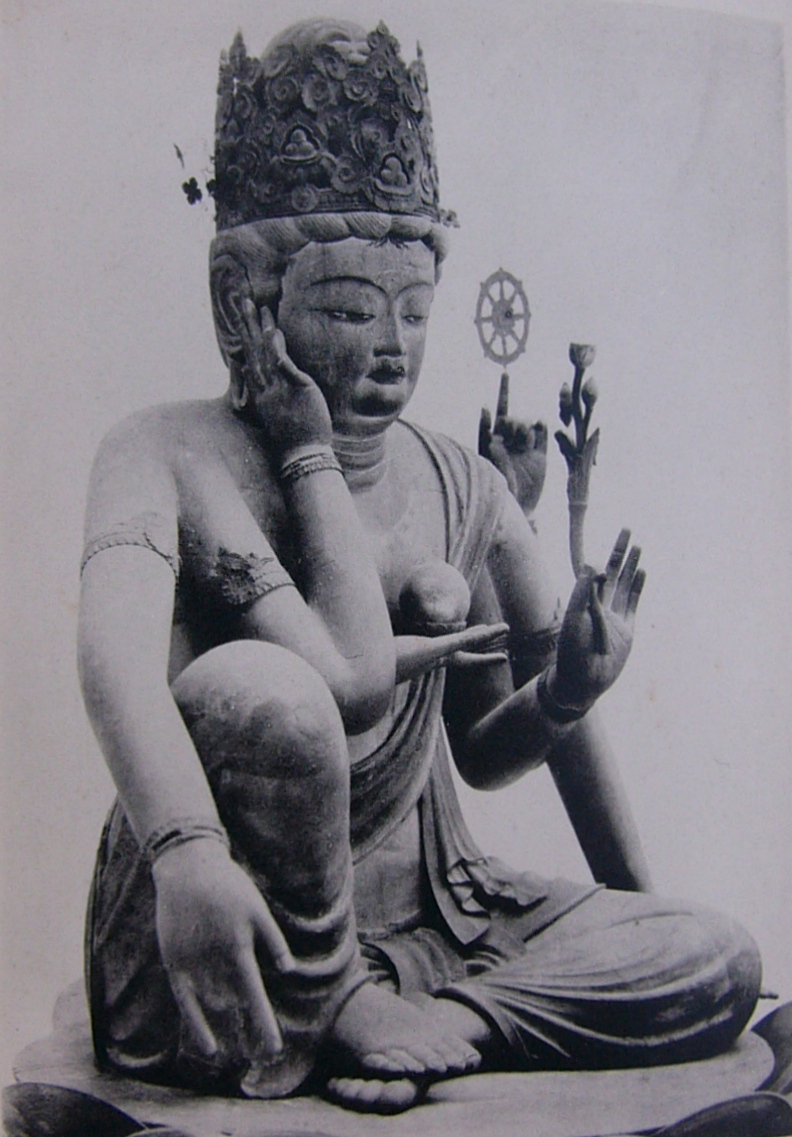
観心寺 如意輪観音像